# No Time for Us 1989-2004
No Time for Us 1989-2004 är ett samlingsalbum av den svenska rockgruppen Broder Daniel, utgivet den 23 mars 2005 på Dolores Recordings. Det nådde som bäst plats 27 på Sverigetopplistan.
CD 1 består av en samling som till största del är nyare singlar, medan CD 2 enbart innehåller demoinspelningar från 1989 till 2001.

## Låtlista
| 1.  | Luke Skywalker                      | 3:27 |
| 2.  | Iceage                              | 2:57 |
| 3.  | Work (Uncut version)                | 3:34 |
| 4.  | Underground                         | 2:51 |
| 5.  | ABC 123                             | 2:36 |
| 6.  | Go My Own Way                       | 2:50 |
| 7.  | I'll Be Gone                        | 3:40 |
| 8.  | You Bury Me                         | 3:12 |
| 9.  | Whirlwind                           | 4:37 |
| 10. | Happy People Never Fantasize        | 3:48 |
| 11. | Dream My Days Away                  | 3:42 |
| 12. | When We Were Winning                | 4:45 |
| 13. | Cruel Town                          | 3:57 |
| 14. | Shoreline                           | 4:19 |
| 15. | Army of Dreamers                    | 3:23 |
| 16. | What Clowns Are We                  | 5:08 |
| 17. | When We Were Winning (Long version) | 9:28 |

| 1.  | Son of S:t Jacobs (Demo -89)             | 3:22 |
| 2.  | Luke Skywalker (Demo -93)                | 3:27 |
| 3.  | Cadillac (Demo -93)                      | 3:25 |
| 4.  | Lovesick (Demo -93)                      | 3:10 |
| 5.  | Sitting Out in the Cold (Demo -93)       | 4:44 |
| 6.  | The Kids Are Alright (Porta demo 940418) | 4:11 |
| 7.  | Lost in Love (Porta demo 940418)         | 4:50 |
| 8.  | Come on You People (Porta demo 940418)   | 3:52 |
| 9.  | You're My Valentine (Demo 940509)        | 4:22 |
| 10. | Disease Inside (Demo 940509)             | 2:34 |
| 11. | Lemon (T & A demo -94)                   | 3:07 |
| 12. | On My Own (T & A demo -96)               | 3:22 |
| 13. | Love Doesn't Last (Demo -97)             | 3:23 |
| 14. | I'll Be Gone (Demo -97)                  | 3:46 |
| 15. | Whirlwind (Demo -97)                     | 4:34 |
| 16. | Old in Just One Day (Demo -97)           | 3:05 |
| 17. | Shoreline (Demo -01)                     | 4:20 |
| 18. | No Time for Us (Acoustic)                | 4:10 |

## Listplaceringar
| Lista (2005, 2008)          | Högsta placering |
| --------------------------- | ---------------- |
| Sverige (Sverigetopplistan) | 27               |